# Hetepheres II
Hetepheres II (26e eeuw v.Chr.) was in het Oude Rijk een koningin van de 4e dynastie van Egypte en regeerde aan de zijde van koning (farao) Djedefre. Zij was een dochter van farao Choefoe (Cheops) en Meritites I.
Hetepheres werd nog in de bewindsperiode van haar grootvader Snofroe geboren. Haar eerste huwelijk met haar broer Kawab schonk haar minstens één zoon, waarschijnlijk zelfs drie: Mindjedef, Duaenhor en mogelijk ook Kaemsechem, en een dochter (Meresankh III). Na de dood van Kawab trouwde ze met Djedefre die na Khufu farao werd, terwijl zij de koninginnentitel droeg. Toen Djedefre stierf trouwde ze mogelijk nog een lid van het koninklijk hof; Ankhaf, de vizier die oom of broer was van Cheops had een echtgenote met de naam Hetepheres. Er is discussie of dit Hetepheres II zelf was.
Door het huwelijk van haar dochter Meresankh III met de volgende farao Chafra werd Hetepheres de schoonmoeder van de farao wat haar een aanzienlijk invloedrijke positie bezorgde. Het is dan ook merkwaardig dat zo weinig van haar werd overgeleverd.
Hetepheres II overleefde ook haar dochter, en stierf uiteindelijk onder de regering van farao Sjepseskaf, zodat ze een van de langstlevende leden van de 4e dynastie moet zijn geweest: ze maakte het bewind van zeven farao's in een bloeiperiode van Egypte mee.

## Grafplaats
Het is nog steeds onbekend waar Hetepheres II haar laatste rustplaats vond. Zij had wel een dubbele mastaba G 7110 - 7120 die ze samen met haar eerste echtgenoot had laten bouwen. Maar vanwege zijn vroege dood en het nieuwe huwelijk van zijn vrouw werd hij daar alleen begraven.
Ook de nabijgelegen mastaba G 7350 die tegen het eind van de 4e dynastie werd gebouwd, wordt wel als het mogelijk graf van Hetepheres II gezien, omdat daar reliëfafbeeldingen zijn gevonden die mogelijk haar en haar dochter afbeelden.

## Bijzondere vondst

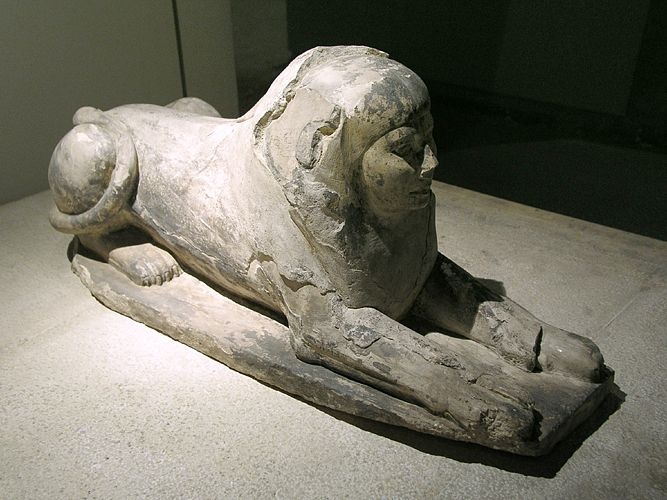
Sfinxsculptuur van Hetepheres II.

In het piramidencomplex van Hetepheres II en koning Djedefre werd een aan haar gewijde sfinxsculptuur in Abu Roash gevonden. Het gaat waarschijnlijk om de eerste uitbeelding van een sfinx in de Egyptische geschiedenis.

## Titels
Van Hetepheres II zijn als koninginnentitels bekend:
- Grote vrouwe van de hetes-scepter (wrt-hetes),
- Groot van lofprijzingen  (wrt-hzwt),
- Zij die Horus en Seth ziet  (m33t-hrw-stsh),
- Koninklijke vrouwe (hmt-nisw),
- Koninklijke vrouwe, zijn geliefde (hmt-nisw meryt.f),
- Priesteres van Bapef (hmt-ntr-b3-pf),
- Priesteres van Tjazepef (hmt-ntr-t3-zp.f),
- Priesteres van Thoth (hmt-ntr-dhwty),
- Leidster van de slagers in het acacia huis (khrpt-sshmtiw-shndt),
- Aan de zijde van Horus (kht-hrw),
- Koninklijke dochter (s3t-niswt),
- Koninklijke dochter van zijn lichaam (s3t-niswt-nt-kht.f),
- Dochter van de dubbele koning Khufu  (s3t-niswt-bit-khwfw),
- Geliefde gemalin onder de twee vrouwen (sm3yt-mry-nbty) (zie ook:Twee Vrouwen)
- Gezellin van Horus (smrt-hrw  en tist-hrw)

De vorige Egyptische koningin was Khentetenka. Opvolgster van Hetepheres II was mogelijk Per-Senet of Hekenu-hedjet en vervolgens Meresankh II.

## Weblinks
- ancient-egypt.org
- Die Königinnen von Ägyptens 4. Dynastie